# ISO 3166-1 alpha-2

Карта Европы с кодами ISO 3166-1 alpha-2 на месте имен стран и других территорий

ISO 3166-1 alpha-2 — система двухбуквенных кодов стран, определённая в ISO 3166-1, части стандарта ISO 3166, опубликованного Международной организацией по стандартизации (ISO) для обозначения стран, зависимых территорий и особых географических областей. Это наиболее распространённая система кодов из всех, что были опубликованы ISO (другими являются alpha-3 и numeric), она также (за редкими исключениями) используется для национальных доменов верхнего уровня. Является частью стандарта ISO 3166 с его первого издания 1974 года.

## Использование и приложения
Коды ISO 3166-1 alpha-2 используются в различных областях и являются частью разных стандартов. В некоторых случаях они реализованы неидеально.

### Идеальные реализации
Коды ISO 3166-1 alpha-2 используются в следующих стандартах:
| Короткое наименование | Длинное название                                                          | Комментарий                   |
| --------------------- | ------------------------------------------------------------------------- | ----------------------------- |
| ISO 3166-2            | Код административного деления стран                                       |                               |
| ISO 3901              | International Standard Recording Code (ISRC)                              |                               |
| ISO 4217              | Код валюты                                                                |                               |
| ISO 6166              | Международный идентификационный код ценной бумаги                         |                               |
| ISO 9362              | Коды идентификации банков (BIC)                                           | также известны как коды SWIFT |
| ISO 13616             | International Bank Account Number                                         |                               |
| ISO 15511             | International Standard Identifier for Libraries and Related Organizations |                               |
| UN/LOCODE             | United Nations Code for Trade and Transport Locations                     |                               |

### Неидеальные реализации
Начиная с 1985 года, коды ISO 3166-1 alpha-2 используются в Системе Доменных Имен в качестве национальных доменов верхнего уровня. Администрация адресного пространства Интернет устанавливает национальные домены с использованием кодов alpha-2, но с некоторыми исключениями. Например, Великобритания, чей код alpha-2 GB, использует .uk вместо .gb в качестве своего домена, так как UK на данный момент исключительно зарезервирован в ISO 3166-1 по запросу Великобритании.
Стандарт кодирования ВОИС ST.3 основан на ISO 3166-1 alpha-2, но включает в себя дополнительные коды для международных организаций интеллектуальной собственности, которые на данный момент зарезервированы и не используются в ISO 3166-1.